# Pierre Cogen

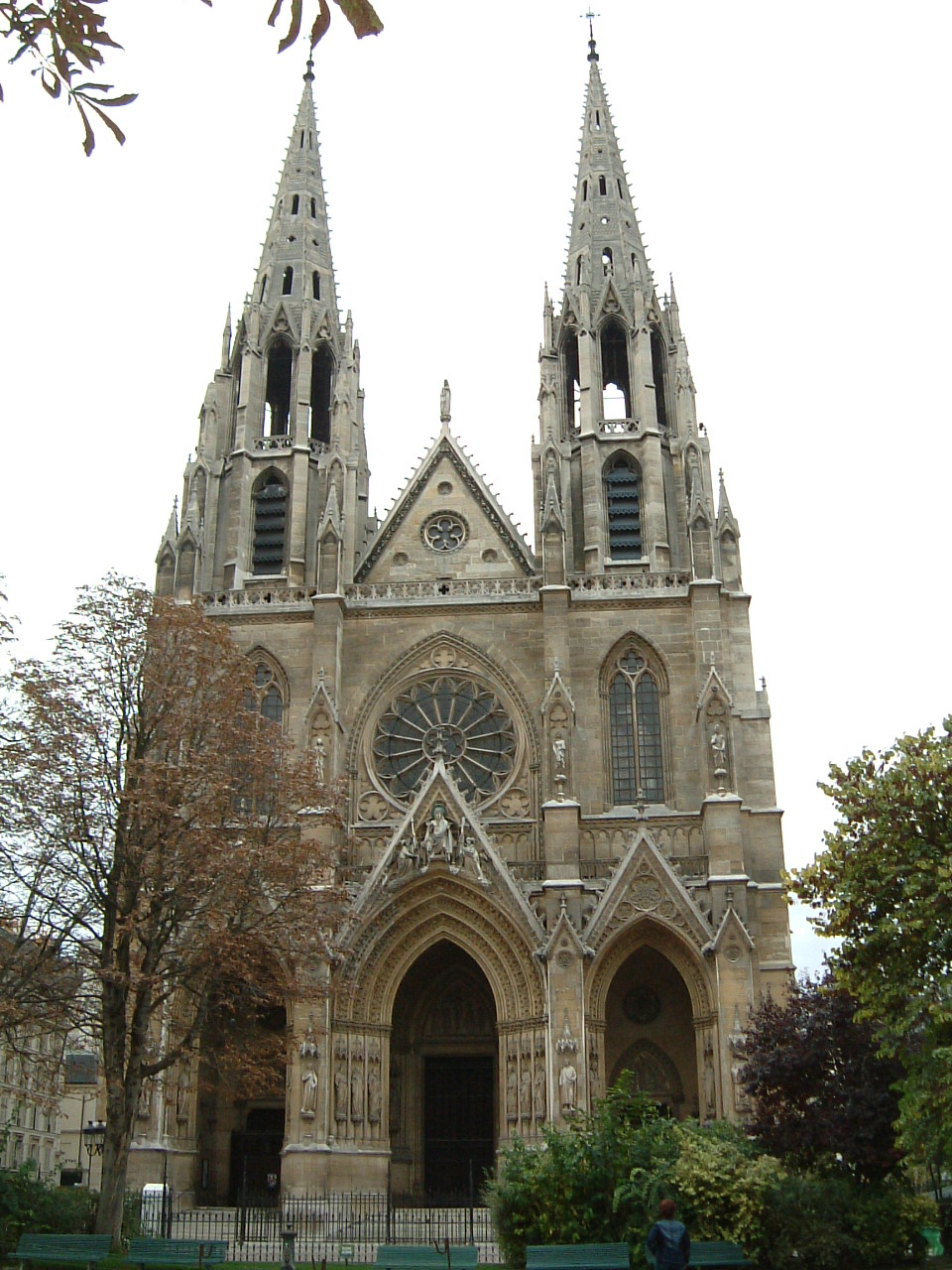
Basilique Sainte-Clotilde de Paris

Pierre Cogen, né le 2 octobre 1931 à Paris et mort le 30 juin 2025 à La Verrière, est un organiste français.

## Biographie
Pierre Cogen naît le 2 octobre 1931 à Paris.
Il se forme au Petit Séminaire de Paris entre 1944 et 1951 puis devient élève de Jean Langlais. Il travaille également l'orgue avec Édouard Souberbielle à l'École César-Franck, André Fleury à la Schola Cantorum ainsi qu'avec Pierre Cochereau. En écriture et composition, il se forme auprès de Jean Lemaire et, à la Schola Cantorum, avec Yvonne Desportes.
À la Schola Cantorum, Pierre Cogen obtient un prix de virtuosité en orgue et improvisation en 1973, puis des diplômes supérieurs d'harmonie, de contrepoint et fugue en 1975 et 1976.
Professeur certifié d'éducation musicale en 1962, il enseigne dans les écoles de la ville de Paris entre 1961 et 1967, et à l’École alsacienne de 1963 à 1993.
Comme pédagogue, également professeur certifié d'orgue, en 1979, il enseigne la discipline ainsi que l'écriture au Conservatoire de Levallois.
Pierre Cogen est organiste suppléant de Jean Langlais à la Basilique Sainte-Clotilde de Paris de 1972 à 1975, puis est cotitulaire avec Langlais entre 1976 et 1988, et cotitulaire avec Jacques Taddei de 1988 à 1994, date de son départ à la retraite.
Il meurt le 30 juin 2025,.

## Œuvres
Compositeur, il a écrit tout particulièrement pour l’orgue.
Parmi ses œuvres, figurent notamment :
- Deux chorals (1977 et 1974), éd. Combre, 1993 ;
- Nocturne sur un thème populaire breton (1976), Combre, 1992 ;
- Deux Hosannas (1980-82), Universal Edition, 1985 ;
- Psalmodie (1985), Universal Edition, 1988 ;
- Offrande (1988), Combre, 1990 ;
- Cortège (1996), Combre, 1999 ;
- L'Épiphanie du Seigneur (1991), inédit ;
- L'Exaltation de la Sainte Croix (1996), inédit.
- également[2] :
  - Fantaisie sur une antienne pour orgue à quatre mains (1989), Universal Edition, 1993 ;
  - Lucernaire pour deux orgues (1994) et Psaume « De profundis » pour orgue et cuivres (1998), inédits.